# Unmasked
Az Unmasked az amerikai KISS hard rock együttes nyolcadik nagylemeze, amely 1980. május 20-án jelent meg, a Casablanca Records-nál. Ez volt az együttes első olyan nagylemez, amelynek munkálataiban nem vett részt Peter Criss dobos, mivel elhagyta az együttest. Az album nagyon gyenge kritikákat kapott, a Rolling Stone magazin kritikusa például egy csillagot adott a lehetséges ötből.

## Az album dalai
1. „Is That You?“ (Gerard McMahon) – 3:59
2. „Shandi“ (Paul Stanley, Vini Poncia) – 3:36
3. „Talk to Me“ (Ace Frehley) – 4:00
4. „Naked City“ (Gene Simmons, Poncia, Bob Kulick, Pepe Castro) – 3:49
5. „What Makes the World Go 'Round“ (Stanley, Poncia) – 4:14
6. „Tomorrow“ (Stanley, Poncia) – 3:18
7. „Two Sides of the Coin“ (Frehley) – 3:16
8. „She's So European“ (Simmons, Poncia) – 3:30
9. „Easy As It Seems“ (Stanley, Poncia) – 3:24
10. „Torpedo Girl“ (Frehley, Poncia) – 3:31
11. „You're All That I Want“ (Simmons, Poncia) – 3:04

## Közreműködők
- Paul Stanley – ének, ritmusgitár, szólógitár, basszusgitár
- Gene Simmons – ének, basszusgitár, ritmusgitár
- Ace Frehley – ének, szólógitár, basszusgitár

### Egyéb zenészek
- Anton Fig – dob
- Vini Poncia – billentyűs hangszerek, ütőhangszerek, háttérvokál, producer
- Tom Harper – basszusgitár
- Holly Knight – billentyűs hangszerek
- Bob Kulick – gitár